# 扎里奇內 (赫爾松區)
46°46′45″N 32°46′54″E / 46.77917°N 32.78167°E
扎里奇内（烏克蘭語：Зарічне）是烏克蘭南部赫爾松州赫尔松区达尔伊夫卡市镇内的村落。該村面積0.3平方公里，海拔高度10米，2001年人口82，人口密度每平方公里269.7人。